# 나바론 요새 2
《나바론 요새 2》(Force 10 From Navarone)는 영국에서 제작된 가이 해밀톤 감독의 1978년 액션, 전쟁 영화이다. 앨리스터 매클레인(Alistair MacLean)의 1968년 소설 Force 10 from Navarone에 어느 정도 기반을 두고 있다. 1961년 영화 나바론의 요새의 시퀄이다. 로버트 쇼 등이 주연으로 출연하였고 올리버 A. 웅거 등이 제작에 참여하였다.

## 출연

### 주연
- 로버트 쇼
- 해리슨 포드
- 바바라 바흐
- 에드워드 폭스
- 프랑코 네로

### 조연
- 칼 웨더스
- 리차드 키엘
- 앨런 바델
- 마이클 바이른
- 필립 레덤
- 앵거스 막클네스
- 마이클 쉬어드

## 기타
- 원작자: 앨리스터 매클레인
- 공동제작: 존 R. 슬로언
- 공동제작: 안소니 B. 웅거
- 협력프로듀서: 데이비드 W. 올톤
- 특수효과: 제프리 드레이크

## 한국판 성우진 (KBS, 1986년 5월 25일)
- 김병관 - 키스 멀로리 (로버트 쇼)
- 양지운 - 마이크 반즈비 (해리슨 포드)
- 손정아 - 마릿차 페트로비치 (바바라 바흐)
- 김종성 - 존 밀러 (에드워드 폭스)
- 엄주환 - 올렌 위버 (칼 웨더스)
- 김정경
- 문영래
- 설영범
- 이정구
- 권희덕
- 정경애